# 파머스턴 자작

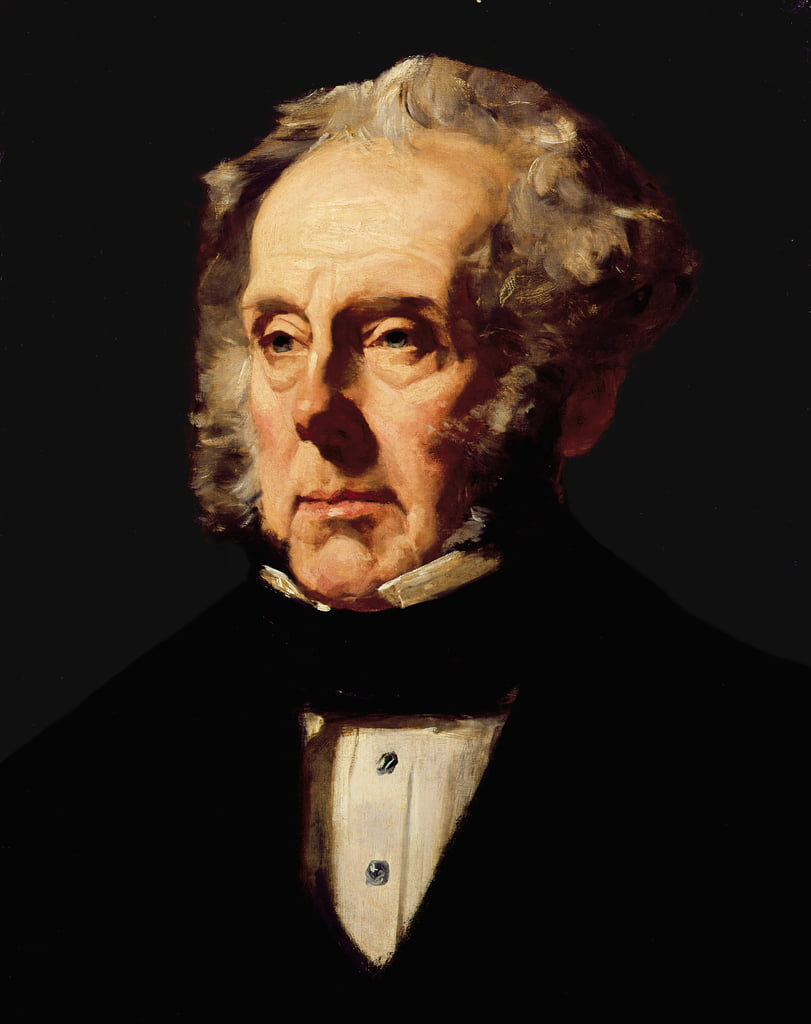
헨리 존 템플

파머스턴 자작(Viscount Palmerston)은 아일랜드 귀족의 하나이다. 1723년 3월 12일에 헨리 템플이 서임받은 것이 그 유래이다. 제3대 파머스턴 자작 헨리 존 템플이 아편전쟁을 일으킨 이로 유명하다. 3대 자작 이후 대가 끊어져 작위가 말소되었다.

## 역대 파머스턴 자작
- 제1대 파머스턴 자작 헨리 템플 (1673년경 ~ 1757년)
- 제2대 파머스턴 자작 헨리 템플 (1739년 ~ 1802년)
- 제3대 파머스턴 자작 헨리 존 템플 (1784년 ~ 1865년)